# Coulommiers (queso)
El Coulommiers, un queso de Coulommiers, en el departamento francés de Sena y Marne, es el primo menos conocido del Brie, aunque quizás ha sido producido desde antes. Se hace con leche de vaca, normalmente con forma de disco con una corteza blanca de Penicillium candidum comestible. Es más pequeño y grueso que el Brie pero por lo demás posee todas las características de éste, con un color parecido a mantequilla y una textura flexible, quizá con un sabor más a nuez. Este queso puede fabricarse artesanal o industrialmente, aunque la versión industrial carece de la profundidad del queso sin pasteurizar. El Coulommiers artesano o campesino sin pasteurizar tiene algún tono rojizo en partes de la corteza. El periodo de añejamiento cuando se hace con leche entera pasteurizada es de cuatro a seis semanas. Tiene un contenido graso del 40%.